# 坎達拉韋區
17°16′06″S 70°15′01″W / 17.2682°S 70.2503°W
坎達拉韋區（西班牙語：Distrito de Candarave），是秘魯的一個區，位於該國南部塔克納大區的坎達拉韋省，面積1,111平方公里，海拔高度3,415米，2005年人口3,430，人口密度每平方公里3.1人。